# Ciblage géographique
En géomarketing et en marketing Internet, le ciblage géographique (en anglais, geotargeting) est la géolocalisation d'un visiteur d'un site Web, puis la fourniture d'un contenu différent en fonction de l'emplacement du visiteur. Le ciblage géographique peut être fait en fonction du pays, de la région, de l'état, de la ville, du code postal, de l'organisation, de l'adresse IP, du fournisseur d'accès à Internet ou d'autres critères.
Le ciblage géographique est utilisé fréquemment dans la publicité en ligne, ainsi que dans la télévision sur Internet par des sites tels que iPlayer et Hulu. Pour la télévision sur internet, le contenu est souvent limité aux utilisateurs localisés dans des pays spécifiques. Le ciblage géographique permet alors de respecter la gestion des droits numériques des programmes diffusés. L'utilisation de serveurs mandataires et de réseaux privés virtuels permet de contourner ces restrictions.
Le ciblage géographique s'utilise notamment de nos jours via les cookies, qui permettent au marketing d'être personnaliser pour chaque client, une pratique parfois douteuse. 

## Fourniture de l'information géographique
L'information sur la localisation de l'utilisateur est toujours fournie par l'utilisateur. Cette information peut être fournie explicitement par l’utilisateur ou automatiquement sans l'intervention de l'utilisateur.

### Fourniture de l'information explicitement par l'utilisateur
Les sites Web de Fedex et d’UPS utilisent une information géographique fournie explicitement par l'utilisateur. Sur ces sites, les utilisateurs sélectionnent d’abord leur pays, puis ils reçoivent un contenu en fonction de leur sélection.

### Fourniture de l'information de façon automatique
Dans le marketing Internet, l'identification de la localisation de l'utilisateur est généralement automatisée. Un bon exemple de localisation automatisé est le site Web de Ace Hardware (en) à l'adresse www.acehardware.com. La société utilise un logiciel de géolocalisation pour identifier la localisation de l'utilisateur et alimenter la section My Local Ace (traduction littérale, Mon magasin local Ace) de son site Web. En fonction de l'emplacement du visiteur, le site Web peut indiquer au visiteur combien de magasins se trouvent dans son secteur, ainsi qu'une carte de localisation pour aider le client à trouver le magasin le plus proche de l'endroit où il se trouve.

## L'exploration de l'espace IP
La découverte automatique des informations de géolocalisation des utilisateurs pour connaître leur position, leur organisation et leur ville sur la base de leur adresse IP en utilisant des traceroutes, des pings et une combinaison d'autres outils est un processus complexe.
Cette découverte est basée sur la préanalyse de tout l'espace d'adressage IP. Il y a plus de 4 milliards d'adresses IP possibles et leur analyse détaillée est une tâche herculéenne, d'autant plus que les adresses IP sont constamment attribuées, réaffectées, déplacées et modifiées en raison du déplacement des routeurs, des entreprises qui se voient attribuer des adresses IP ou se déplacent vers d'autres adresses IP, et des réseaux qui sont construits ou modifiés. Afin de suivre ces changements, des algorithmes complexes et des techniques de pointe sont nécessaires.
Une fois que tout l'espace d'adressage IP est analysé, chaque adresse doit être mise à jour périodiquement pour refléter les modifications apportées aux informations associées à cette adresse, sans porter atteinte à la vie privée de l'utilisateur. Ce processus a la même ampleur que l'indexation du Web.

## Masquage: présentation de contenu différent aux moteurs de recherche
Le masquage (en anglais, cloaking) est une technique utilisée pour optimiser le positionnement d'un site dans les résultats des moteurs de recherche. Il consiste pour le serveur Web ainsi programmé à présenter un contenu de page Web différent suivant que le client distant est un robot d'indexation de moteur de recherche ou un internaute humain.
L’identification du visiteur comme étant un robot d'indexation de moteur de recherche est effectuée sur la base de l’adresse IP. Le site qui veut tromper un moteur de recherche compare l'adresse IP du visiteur avec une liste d'adresses IP connues pour être des adresses de serveurs appartenant à un moteur de recherche et utilisées pour exécuter l'indexation des sites. La diffusion de contenu différent pour les robots d'indexation que pour les visiteurs humains va à l'encontre des recommandations de la plupart des moteurs de recherche,,.
Bien que les directives des moteurs de recherche semblent impliquer que tout type de masquage est mauvais, il existe des cas où le masquage peut être légitime. Le sujet est très controversé et les experts en optimisation pour les moteurs de recherche continuent de débattre de la question.